# Biraghi (azienda)
La Biraghi è un'azienda alimentare italiana specializzata in prodotti caseari, in particolare formaggi, fondata nel 1934 a Cavallermaggiore, città in cui ha mantenuto la sede principale.

## Storia
L'azienda Biraghi nasce nel 1934 a Cavallermaggiore ad opera di Ferruccio Biraghi, imprenditore lodigiano, coadiuvato dal padre Osvaldo. I Biraghi, cresciuti professionalmente nelle Latterie Soresinesi, trasferitisi nel cuneese, acquistano 6000 metri quadri di terreno per un valore di 5000 lire, fondando l'azienda casearia. Nel corso dei decenni l'azienda mantiene una produzione prettamente artigianale fino agli anni ottanta, quando l'azienda si dota di tecnologie industriali e muta la forma societaria in S.p.A.. Negli anni novanta la Biraghi comincia a commercializzare i suoi prodotti anche tramite la grande distribuzione. Nel 1996, in seguito a contrasti sul disciplinare di produzione, lascia il consorzio del Grana Padano, associazione di cui faceva parte sin dalle origini nel 1954. Nel 1997 l'azienda si dota di un laboratorio analisi operante nell’ambito dell’autocontrollo della sicurezza alimentare e dei processi produttivi dell’azienda. Nel 2004 muore il fondatore e l'azienda passa in mano ai figli, Anna e Bruno. 
Nel 2019 l'azienda ha aperto un negozio monomarca in Piazza San Carlo a Torino, nei locali che ospitarono dal 1884 al 2013 il negozio di alimentari storico "Fratelli Paissa". L'azienda ha deciso di mantenere i decori storici e implementando con arredi d'epoca sotto la supervisione della Soprintendenza. All'interno si distribuiscono, oltre all'intera gamma di prodotti a marchio proprio, diverse specialità selezionate. Inoltre, una delle vetrine è dedicata alla distribuzione del gelato semiartigianale Biraghi, disponibile nel solo gusto fiordilatte.

## Produzione
La produzione di tutti i prodotti Biraghi (ad eccezione del pecorino) ha sede nello stabilimento di Cavallermaggiore, che si estende su una superficie di 166.500 m2 e in cui vengono raccolti e lavorati circa 470.000 litri di latte al giorno, per un totale di circa 170 milioni di litri l’anno. Il latte proviene da circa 200 aziende agricole del territorio piemontese.

## Prodotti
La biraghi produce principalmente formaggi. I prodotti principali dell'azienda comprendono:
- Gran Biraghi: formaggio grana a pasta dura[N 1] distribuito sotto forma di spicchi, cubetti di varie dimensioni (Biraghini, Biralungo), fette (Biraghette), scaglie (Petali) o grattugiato (puro o mischiato con pecorino). Esiste, inoltre una versione a bassa stagionatura (7 mesi, Il Giovane).
- Gorgonzola DOP Biraghi: gorgonzola nelle varianti dolce (Selezione), piccante, stagionato (Grangusto) ed erborinato; esiste, inoltre, la versione mescolata al mascarpone (Mascarì).
- Gran Ricotta Biraghi - ricotta
- Pecorino Etico Solidale Biraghi - pecorino sardo
- Burro Biraghi -  burro
- Mozzarella Biraghi -  mozzarella
- Latte Biraghi - latte UHT
- Caramelle Biraghi - caramelle dure al gusto "latte e caffè".

Nel negozio aziendale e nel negozio monomarca di Torino viene distribuito anche un gelato fresco al gusto fiordilatte.

## Promozione
La Biraghi ha pubblicizzato i suoi prodotti sin dagli anni ottanta del XX secolo tramite i media tradizionali. Degna di nota la collaborazione con il fumetto Lupo Alberto.
Negli anni venti del XXI secolo, l'azienda esordisce nel mondo delle sponsorizzazioni sportive: nel 2020 e nel 2021 è sponsor ufficiale del Giro d'Italia, mentre nel 2023 sigla un accordo di sponsorizzazione triennale con la Nazionale di calcio italiana.

## Responsabilità sociale
L'azienda si è impegnata varie volte nell'ambito sociale tramite, ad esempio, diverse collaborazioni con aziende del territorio o aderenti all'associazione Slow Food; fra questa, degna di nota la collaborazione con Coldiretti Sardegna e Filiera Agricola Italiana Spa per la produzione del Pecorino Etico Solidale Biraghi, operazione che ha sostenuto i pastori sardi in un momento di difficoltà economica. Altro progetto sostenuto dall'azienda è la vendita delle copie limitate della scultura "Toh", realizzata dall'artista Nicola Russo, a sostegno dell'Istituto di Candiolo.

### Annotazioni
1. ↑  La fuoriuscita dal consorzio Grana Padano non permette più la definizione di questo formaggio come "Grana Padano DOP", facendolo però rientrare nell'alveo dei formaggi definiti "Altri Grana"

### Fonti
1. 1 2   Devis Rosso, Dai “Biraghini” alle fette di Gorgonzola, i 90 anni del caseificio che ha rivoluzionato il mercato, in La Stampa, 12 aprile 2024. URL consultato il 17 giugno 2024.
2. 1 2   Biraghi- azienda, su Biraghi. URL consultato il 17 giugno 2024.
3. ↑   Biraghi di Scarnafigi: da un avo del Settecento una storia casearia in continua evoluzione, in Cuneo Cronaca. URL consultato il 17 giugno 2024.
4. 1 2   Beppe Gandolfo, Morto Biraghi, l’eretico del Grana Padano, in Un anno in Piemonte, 4 ottobre 2004. URL consultato il 17 giugno 2024.
5. ↑   La tutela delle denominazioni di origine complesse nella sentenza “Grana Biraghi”, su diritto.it, 14 maggio 2009. URL consultato il 17 giugno 2024.
6. ↑   Livia Montagnoli, Riapre a Torino storico emporio gastronomico. Tutto per omaggiare il passato, in Gambero Rosso, 15 novembre 2019. URL consultato il 17 giugno 2024.
7. ↑   Stefania Bortolotti, Una storia di autenticitá italiana, in Il Mirino, 22 dicembre 2021. URL consultato il 17 giugno 2024.
8. ↑   Biraghi: una storia di autenticità italiana, in Timesnews 24. URL consultato il 17 giugno 2024.
9. ↑   Prodotti, su biraghi.it. URL consultato il 17 giugno 2024.
10. ↑   Lupo Alberto, su biraghi.it. URL consultato il 17 giugno 2024.
11. ↑   Biraghi fornitore ufficiale del Giro d’Italia, in Foodweb, 23 settembre 2020. URL consultato il 17 giugno 2024.
12. ↑   Nazionale, su biraghi.it. URL consultato il 17 giugno 2024.
13. ↑   Biraghi diventa partner della Nazionale Italiana di calcio, in Cuneo 24, 22 marzo 2023. URL consultato il 17 giugno 2024.
14. ↑   Giulia Andreotti, Così il pecorino sardo (etico e solidale) ha salvato i pastori dal crac, in La Repubblica, 2 marzo 2024. URL consultato il 17 giugno 2024.
15. ↑   Alexia Penna, Arte e solidarietà a Torino: sei TOH in edizione limitata da Biraghi per la ricerca sul cancro, in Torino Today, 1º marzo 2024. URL consultato il 17 giugno 2024.